# 国書刊行会
株式会社国書刊行会（こくしょかんこうかい、英: KOKUSHOKANKOKAI INC.）は、東京都板橋区に本社を置く日本の出版社。1971年設立。

## 歴史
創業時は印刷業を営んでいたが、出版社から依頼された復刻版を印刷していた折に出版業参入のヒントを得て移行、まず学術資料書籍の復刻出版を目的として設立された。社名は、江戸期の有名な本を復刻出版していた明治期の出版社「国書刊行会」の名前を借用しており、同社の復刻版も出版していたことがあるものの、まったく別の会社である。『明月記』『玉葉』の刊行で事業を開始。当初は神道・仏教の原典復刻版や、国文学・国史関係の学術資料の出版が主力であり、現在もこれらの分野の書籍を刊行している。
1975年からの「世界幻想文学大系」から、欧米、中南米、アジア諸国などの海外文学やミステリ、SFの翻訳出版も行っている。他に西洋・日本美術史関連の画集や大きな企画も多い。
「世界幻想文学大系」の出版以来、幻想文学やオカルト関連の翻訳本出版で一般には知られている。特に、ファンタジーでない実際の魔術に関する基本的書籍は、ほとんどここから刊行されており、アレイスター・クロウリーの法の書の邦訳版を刊行したことも有名である。なお「世界幻想文学大系」は、紀田順一郎と荒俣宏が企画しあちこちの出版社に持ち込んだが、あまりに壮大な企画のためにことごとく断られ、諦めかけている折にたまたま国書刊行会を訪ねたところ、社長の一存でたちどころに出版が決定したという。同シリーズの刊行により1976年度の日本翻訳出版文化賞を受賞した。
仏教書を刊行していたことから、寺院向けの物品を販売する部署もかつて存在しており、僧侶向けのシェーバーや座布団、傘なども販売していた。
2016年、『新・国史大年表』の刊行により第13回「出版梓会新聞社学芸文化賞・特別賞」を受賞。

## シリーズ

### 学術資料
- 新纂大日本続蔵経 全90巻（1975年 - ）
- ふるさとの想い出写真集 明治・大正・昭和（1977年 - ）
- 東京裁判却下未提出資料集（1995年）（第43回菊池寛賞受賞）
- 新・国史大年表（2006年 - 2015年）（第49回吉川英治文化賞・第69回毎日出版文化賞受賞）

### 海外文学
- 世界幻想文学大系（1976年 - 1990年） - 第12回日本翻訳出版文化賞受賞
- ゴシック叢書（1978年? - 1988年）
- セリーヌの作品（1984年? - 2003年）
- フランス世紀末文学叢書（1984年? - 1990年）
- クラテール叢書（1986年? - 1993年）
- 1945：もうひとつのフランス（1987年? - 2002年）
- ドイツ民衆本の世界（1987年? - 1998年）
- バベルの図書館（1988年? - 1995年）、全30巻
作家ホルヘ・ルイス・ボルヘスの編纂・解説によるアンソロジー叢書の翻訳。彼の同名の短編『バベルの図書館』に由来。
新編版 全6巻（2012年-2013年）
- ヒロインの時代（1988年? - 1997年）
- ロシア・アヴァンギャルド（1988年? - 1995年）
- 未来の文学（2004年〜2021年）
- 文学の冒険（1989年 - 2006年）
- ドイツ・ロマン派全集（1992年? - 1997年）
- 異貌の19世紀（1993年? - 1997年）
- スペイン中世・黄金世紀文学選集（1993年? - 1997年）
- トマス・ド・クインシー著作集（1995年? - 2002年）
- 魔法の本棚（1996年? - 1999年）
- 十八世紀叢書（1997年? - 刊行中）
- 書物の王国（1997年? - 2000年）
- 新しい台湾の文学（1999年? - 2008年、台湾文学）
- ボルヘス・コレクション（2000年? - 2001年）
- シリーズ台湾現代詩（2002年? - 2004年）
- スタニスワフ・レム・コレクション（2004年 - 刊行中）
- ヘンリー・ジェイムズ作品集（2004年? - 2004年）
- ウッドハウス・コレクション（2005年? - 2009年）
- 世界文学あらすじ大事典（2005年 - 2007年）
- ウッドハウス・スペシャル（2007年? - 2009年）
- フーさんシリーズ（2007年? - 2008年）
- 短篇小説の快楽（2007年? - 刊行中）
- ボウエン・コレクション（2008年? - 2009年）

### ミステリ
- パリ風俗犯罪ファイル（1990年? - 1991年）
- 探偵クラブ（1992年? - 1994年）
- 世界探偵小説全集（1996年? - 2007年）
- ミステリーの本棚（2000年? - 2001年）

### ホラー
- 定本ラヴクラフト全集（1984年? - 1988年）
- 怪奇小説の世紀（1992年? - 1993年）
- 新編 真ク・リトル・リトル神話大系（2007年? - 2009年）

### SF
- 未来の文学（2004年 - 刊行中、海外SF小説）

### 日本文学

#### 近世文学
- 建部綾足全集（1986年? - 1988年）
- 叢書江戸文庫（1987年 - 2002年）
- 江戸怪異綺想文芸大系（2000年? - 2003年）
- 現代語訳 江戸の伝奇小説（2002年? - 2003年）

#### 少女文学
- ひまわり（1984年? - 2003年、雑誌復刻）

#### 近代文学
- 沖縄文学全集（1990年? - 刊行中）
- 日本幻想文学集成（1991年? - 1995年）
- 西条八十全集（1992年? - 2007年）
- 日本文学研究大成（1998年? - 2004年）
- 野坂昭如コレクション（2000年? - 2001年）
- 野坂昭如リターンズ（2002年? - 2003年）
- 日影丈吉全集（2002年? - 2005年）
- 鴨居羊子コレクション（2004年? - 2004年）
- 島木健作全集（1976年 - 1981年）
- 知の自由人叢書（2005年? - 2007年）
- 矢野峰人選集（2007年? - 2007年）
- 定本久生十蘭全集（2008年? - 2013年）
- 長谷川伸傑作選（2008年? - 2008年）

### 宗教
- イスラーム信仰叢書（2010年）